# Brezovo, Litija
Brezovo este o localitate din comuna Litija, Slovenia, cu o populație de 54 de locuitori.